# エドゥアルド・アントニオ・ドス・サントス
エドゥー・マンガ（Edu Manga）ことエドゥアルド・アントニオ・ドス・サントス（ポルトガル語: Eduardo Antonio dos Santos, 1967年2月2日 - ）は、ブラジルの元サッカー選手。元ブラジル代表。ポジションはMF(攻撃的MF)。空中戦に強く、FK、スルーパスの供給能力にも秀でていた。

## 経歴
1987年から1989年にかけてブラジル代表としてプレーし、コパ・アメリカに出場するなど、10試合に出場した。1986年にはパルメイラスの一員として、キリンカップで三浦知良、ジョルジーニョらと共に優勝も果たした。
1993年に清水エスパルスに1年契約で加入、エスパルスではトニーニョへのアシスト役として期待されていたが、そのトニーニョが負傷離脱していたこともあってFWとしてもプレーし、トニーニョの穴を埋める活躍を見せた。エスパルス在籍時にはゴール後にエスパルスの帽子を被るパフォーマンスが有名となった。横浜フリューゲルスとのJリーグ開幕戦で移籍後初ゴールを記録した。この年のリーグ戦32試合に出場し、13得点をあげたが、契約満了で退団した。

## 個人成績
| 国内大会個人成績 | 国内大会個人成績 | 国内大会個人成績 | 国内大会個人成績 | 国内大会個人成績 | 国内大会個人成績 | 国内大会個人成績 | 国内大会個人成績 | 国内大会個人成績 | 国内大会個人成績 | 国内大会個人成績 | 国内大会個人成績 |
| 年度             | クラブ           | 背番号           | リーグ           | リーグ戦         | リーグ戦         | リーグ杯         | リーグ杯         | オープン杯       | オープン杯       | 期間通算         | 期間通算         |
| 年度             | クラブ           | 背番号           | リーグ           | 出場             | 得点             | 出場             | 得点             | 出場             | 得点             | 出場             | 得点             |
| 日本             | 日本             | 日本             | 日本             | リーグ戦         | リーグ戦         | リーグ杯         | リーグ杯         | 天皇杯           | 天皇杯           | 期間通算         | 期間通算         |
| ---------------- | ---------------- | ---------------- | ---------------- | ---------------- | ---------------- | ---------------- | ---------------- | ---------------- | ---------------- | ---------------- | ---------------- |
| 1993             | 清水             | -                | J                | 32               | 13               | 5                | 3                | 2                | 2                | 39               | 18               |
| 通算             | 日本             | 日本             | J                | 32               | 13               | 5                | 3                | 2                | 2                | 39               | 18               |
| 総通算           | 総通算           | 総通算           | 総通算           | 32               | 13               | 5                | 3                | 2                | 2                | 39               | 18               |

## 代表歴

### 試合数
- 国際Aマッチ 10試合（1987年-1989年）[6]

| ブラジル代表 | 国際Aマッチ | 国際Aマッチ |
| 年           | 出場        | 得点        |
| ------------ | ----------- | ----------- |
| 1987         | 2           | 0           |
| 1988         | 3           | 0           |
| 1989         | 5           | 0           |
| 通算         | 10          | 0           |